# 모글라이 포로타
모글라이 포로타(벵골어: মোঘলাই পরোটা)는 남아시아 벵골 지역의 길거리 음식이다. 콜카타를 비롯한 인도 서벵골주 및 방글라데시에서 흔히 찾아볼 수 있다.

## 이름
벵골어 "모글라이 포로타(মোঘলাই পরোটা)"는 "무굴식 파라타"라는 뜻이다. "모글라이(মোঘলাই)"는 "무굴 제국"을 가리키는 명사 "무골(মুঘল)"에 접사를 붙여 만든 형용사 형태이다. "포로타(পরোটা)"는 기름에 지져 내는 납작빵을 가리키는 이름이다.
인도의 다른 지역에서는 무글라이 파라타(힌디어: मुगलई पराठा)로도 부른다.

## 만들기
고운 아타 밀가루에 설탕, 소금, 기름, 물을 넣어 반죽한 포로타 반죽을 아주 얇게 밀고, 그 위에 키마(양념해 익힌 다진 고기), 달걀, 마살라(향신료) 및 양파, 고추, 생강, 고수 등 향신채를 넣어 만든 소를 올린 뒤 네모난 모양으로 접어서 기름에 튀기듯 지져 낸다.

## 같이 보기
- 로티 차나이